# 262 Valda
Valda (định danh hành tinh vi hình: 262 Valda) là một tiểu hành tinh nhỏ ở vành đai chính. Ngày 3 tháng 11 năm 1886, nhà thiên văn học người Áo Johann Palisa phát hiện tiểu hành tinh Valda khi ông thực hiện quan sát ở Viên. Nguồn gốc tên của nó chưa được biết rõ.